# Hanover Township (Jo Daviess County, Illinois)
Die Hanover Township ist die größte von 23 Townships im Jo Daviess County im Nordwesten des US-amerikanischen Bundesstaates Illinois.

## Geografie

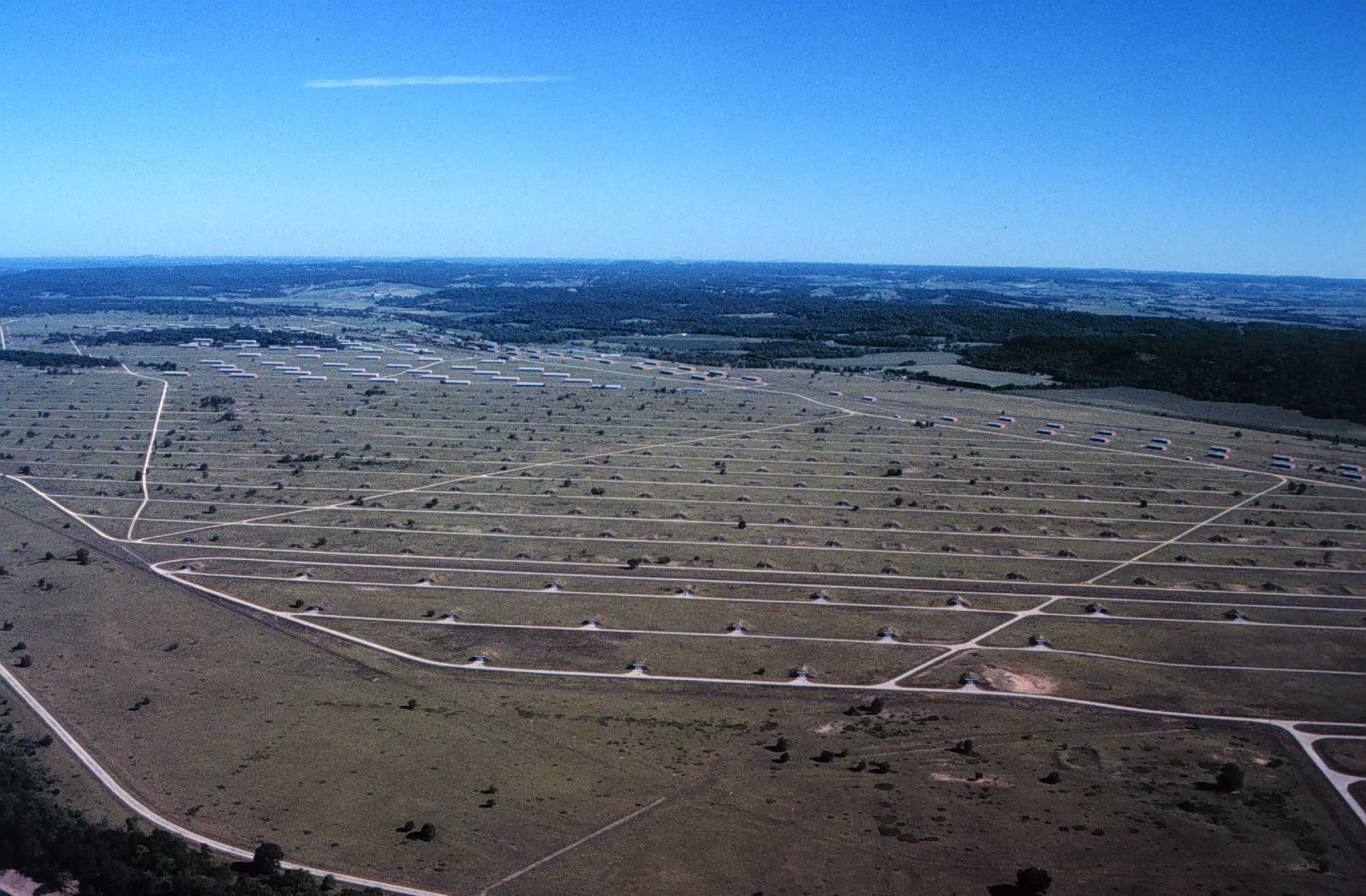
Gelände des Savanna Army Depot

Die Hanover Township wird vom Apple River durchflossen und liegt im Nordwesten von Illinois am Mississippi, der die Grenze zu Iowa bildet. Die Grenze zu Wisconsin liegt rund 40 km nördlich.
Die Hanover Township liegt auf 42°14′38″ nördlicher Breite und 90°18′05″ westlicher Länge und erstreckt sich über 147,17 km², die sich auf 134,93 km² Land- und 12,14 km² Wasserfläche verteilen.
Die Hanover Township grenzt innerhalb des Jo Daviess County im Nordwesten an die Rice Township, im Norden an die Elizabeth Township, im Nordosten an die Woodbine Township und im Osten an die Derinda Township. Im Süden grenzt die Hanover Township an das Carroll County. Auf der gegenüberliegenden Seite des Mississippi liegt das Jackson County in Iowa.
Ein großer Teil der Hanover Township wird vom Gelände des Savanna Army Depot eingenommen.

## Verkehr
Durch die Hanover Township verläuft die den Illinois-Abschnitt der Great River Road bildende Illinois State Route 84, die hier auf eine Reihe untergeordneter Straßen trifft.
Durch die Hanover Township führt eine entlang des Mississippi verlaufende Bahnlinie der BNSF Railway.
Die nächstgelegenen Flugplätze sind der rund 65 km westlich in Iowa gelegene Dubuque Regional Airport und der Albertus Airport im rund 80 km östlich gelegenen Freeport im Stephenson County.

## Bevölkerung
Bei der Volkszählung im Jahr 2010 hatte die Township 1201 Einwohner.
Neben einzelnen Häusern auf gemeindefreiem Grund ist die einzige selbstständige Gemeinde Hanover mit dem Status "Village".